# Трудные этажи
«Трудные этажи» — украинский советский четырёхсерийный фильм 1974 года режиссёров Виталия Кондратова и Юлия Слупского. Снят на киностудии им. Довженко. Премьера фильма состоялась на телевидении в 1975 году.

## Сюжет
В сериале рассказывается история о трудовых буднях строителей. Главный герой, Виктор Константинович Нефёдов, является главным инженером строительного треста. Его задача заключается в воспитании ответственного и творческого отношения к работе у членов коллектива.

## Актёрский состав
- Олег Ефремов — Виктор Нефёдов
- Ада Роговцева — Лидия Северцова
- Виктор Степаненко[укр.] — Косов
- Лесь Сердюк — Девятов
- Геннадий Корольков — Анатолий Смирнов
- Николай Скоробогатов — Иван Моргунов
- Николай Лебедев — Владимир Левшин
- Николай Ерёменко-старший — Леонид Денисов
- Александр Ануров — Владислав Костромин
- Юрий Мажуга — Самородок
- Анатолий Барчук — Шуров
- Вячеслав Воронин — Игорь Топорков
- Вилорий Пащенко[укр.] — Воронин
- Нина Реус — Объединение
- Иван Симоненко — водитель
- Людмила Сосюра — Пшеничникова
- Ольга Реус-Петренко — эпизод

## Съёмочная группа
- Режиссёры: Виталий Кондратов[укр.], Юлий Слупский[укр.]
- Сценаристы: Алексей Леонтьев, Лев Лондон
- Оператор: Михаил Чёрный
- Композитор: Алексей Муравлёв
- Художник: Эдуард Шейкин[укр.]
- Звукорежиссёр: Анатолий Ковтун